# Mario Pieri
Mario Pieri   (Lucca, 22 de juny de 1860 - Capannori, 1 de març de 1913) va ser un matemàtic italià, recordat pels seus treballs en fonaments de la matemàtica.

## Vida i Obra
Pieri, fill d'un reconegut advocat i intel·lectual de Lucca, va fer els seus estudis elementals en aquesta ciutat, on va estudiar música i piano, dedicacions a les quals es va inclinar durant molt de temps. A partir de 1876, va continuar els estudis a Bolonya, on el seu germà gran estudiava a la universitat. El curs 1880-1881 va estudiar a la universitat de Bolonya on va ser examinat per Salvatore Pincherle qui va reconèixer el seu talent. El curs següent va entrar a la Scuola Normale Superiore de Pisa on va tenir com a professor Luigi Bianchi i en la qual va obtenir el doctorat el 1884.
El curs 1885-1886 inicia la seva carrera docent a nivell preuniversitari a Pisa i el 1886 és nomenat professor de geometria descriptiva i projectiva a la Reial Acadèmia Militar de Torí. Entre els seus col·legues a l'Acadèmia es trobaven Giuseppe Peano i Cesare Burali-Forti. A partir de 1888 va ser, al mateix temps, assistent de la càtedra de geometria de la Universitat de Torí, on va tenir com deixeble Alessandro Padoa. A partir de 1891, va estar intentant infructuosament obtenir una càtedra a diverses universitats, fins que el 1900 va obtenir la càtedra de la universitat de Catània. Vuit anys més tard es va traslladar a la universitat de Parma, ciutat en la qual se li va diagnosticar un càncer a la gola. Va morir d'aquesta malaltia el 1913 a casa de la seva germana Gemma a Sant’Andrea di Compito, prop de Lucca.
L'activitat de recerca de Pieri es desenvolupa en tres grans àrees: La geometria (projectiva, algebraica i vectorial), els fonaments de la matemàtica i la lògica i filosofia de la ciència. Va ser un seguidor de l'escola de Peano amb el qual va col·laborar en el seu Formulario Mathematico. Potser la seva obra més original és el sistema axiomàtic que va definir el 1896 com fonament de la geometria, basat en dos termes no definits, punt i moviment, i en vint axiomes. Els moviments s'entenen com aplicacions d'uns punts sobre altres, considerant exclusivament l'inici i el final.